# Осолонцювання

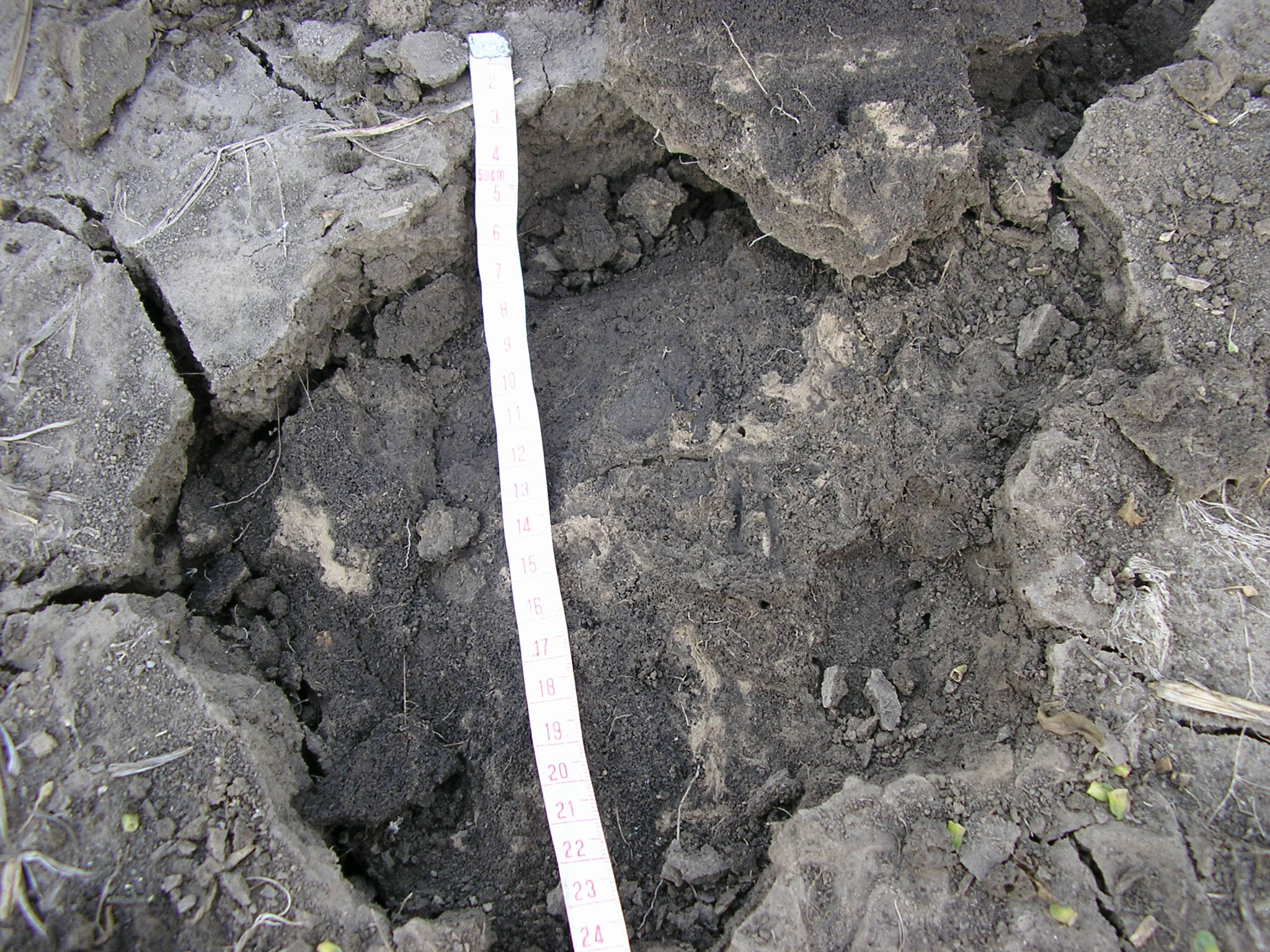
Морфологічні ознаки вторинної солонцюватості ґрунтів

Осолонцювання (англ. Sodification) — це процес збільшення вмісту увібранного натрію (Na+) у твердій фазі ґрунту (ґрунтовому вбирному комплексі). Процес осолонцювання супроводжується процесом підлужування ґрунтів завдяки утворенню в рідкій фазі ґрунту солей лужних металів (NaHCO3 і Na2CO3).
За наслідками — осолонцювання є  процесом появи властивостей солонця або ознак солонцюватості ґрунту.
Морфологічно процес осолонцювання проявляється в руйнуванні вихідної грудкуватої або зернистої структури, появі брилуватості, злитості, збільшенні щільності та твердості ґрунту, появі глянсуватих плівок по гранях структурних окремостей, появі у поверхневому шарі відмитих від плівок зерен первинних мінералів, . 
В Україні ступінь вторинної солонцюватості визначається за ДСТУ 3866-99. Класифікаційними показниками та параметрами вторинної солонцюватості ґрунтів є вміст увібраних катіонів Na+ і К+ у відсотках від суми обмінних катіонів, відношення активності натрію до активності кальцію та величини натрієво-кальцієвого потенціалу з урахуванням гранулометричного складу та вмісту карбонатів і активності кальцію в орному шарі ґрунтів.
Осолонцювання — це найбільш поширений процес на зрошуваних землях. Набуту солонцюватість ґрунтів називають вторинною або іригаційною. Причиною вторинної солонцюватості є тривале зрошення ґрунтів слабомінералізованими лужними водами, що містять вільну соду або мають несприятливе співвідношення між натрієм і сумою кальцію та магнію в сольовому складі. В Україні при використані прісних поливних вод вміст вбирного натрію підвищується з 0,6 – 1,0 до 1,5 – 2,0% від суми обмінних катіонів, а при  використанні мінералізованих поливних вод — до 3 – 8%.
Слабкий ступінь вторинної солонцюватості знижує врожай на 15 – 20%, середній – на 20 – 30, сильний – на 40 – 50% і вище. 
Основні площі іригаційно-солонцюватих ґрунтів зосереджені в Донецькій області (понад 80% наявних тут зрошуваних земель), Миколаївській (понад 60%), Дніпропетровській (50%) і Одеській (близько 50%).

## Штучне осолонцювання ґрунту
Осолонцювання ґрунту (земляного матеріалу) — технічний прийом, що застосовується для боротьби із втратами води через просочування крізь ґрунт у зрошувальних каналах, земляних дамбах і греблях, водоймах та ставках, в земляних покриттях, а також для збільшення міцності земляних будівельних матеріалів та стійкості полотна ґрунтових доріг. Для осолонцювання ґрунт промивають розчином кухонної солі (NaCl) для заміни у твердій фазі ґрунту обмінного кальцію (Ca2+) на обмінний натрій (Na+). Витрати солі — від 1 до 4 кг на 1 м2 поверхні, .  
Усунення із ґрунту обмінного кальцію знищує його структурність. Земляна маса в результаті обмінного поглинання іонів натрію різко змінює фізичні та механічні властивості (зв'язність, міцність, клейкість), водно-фізичні  (вологоємність, водопроникність, водопровідність, капілярні властивості); зростає міцність і зв'язність ґрунту, непроникність для води, липкість та пластичність; сильно падає здатність всмоктувати воду. Прісна вода після осолонцювання пептизує колоїди ґрунту, що закупорюють його пори, утворюючи водотривкий прошарок товщиною в кілька міліметрів; швидко наступає кольматація (замулювання).
У глинистих структурних чорноземах водопроникність знижується в 40 – 60 разів, а на лесах і жовтих (глинистих) пісках — до 500 разів, .
У народній практиці специфічна дія солі на властивості ґрунтів і земляних мас відома давно, методика і техніка осолонцювання ґрунтів для боротьби з фільтрацією води були розроблені українськими ґрунтознавцями — М. К . Крупським, О. Н. Соколовським.  